# Vandpolo under sommer-OL 1924
Vandpolo under sommer-OL 1924. Vandpolo var for sjette gang med på det olympiske program under sommer-OL 1924 i Paris. Tretten hold deltog. Frankrig slog Belgien med 3-0 i finalen og blev derfor olympiske mestre.  

## Medaljer
| Vannpolo OL 1924 Paris | Vannpolo OL 1924 Paris | Vannpolo OL 1924 Paris | Vannpolo OL 1924 Paris | Vannpolo OL 1924 Paris | Vannpolo OL 1924 Paris |
| ---------------------- | ---------------------- | ---------------------- | ---------------------- | ---------------------- | ---------------------- |
| Nr.                    | Land                   | Guld                   | Sølv                   | Bronze                 | Totalt                 |
| 1                      | Frankrig               | 1                      | 0                      | 0                      | 1                      |
| 2                      | Belgien                | 0                      | 1                      | 0                      | 1                      |
| 3                      | USA                    | 0                      | 0                      | 1                      | 1                      |
| Totalt                 | Totalt                 | 1                      | 1                      | 1                      | 3                      |

## Medaljevindere
| Plass | Land     | Spiller |
| ----- | -------- | --- |
| 1.    | Frankrig | Paul Dujardin Henri Padou Georges Rigal Albert Deborgies Noël Delberghe Robert Desmettre Albert Mayaud                                                             |
| 2.    | Belgien  | Gérard Blitz Maurice Blitz Joseph Cludts Joseph De Combe Pierre Dewin Albert Durant Georges Fleurix Paul Gailly Joseph Pletinckx Jules Thiry Jean-Pierre Vermetten |
| 3.    | USA      | Arthur Austin Oliver Horn Frederick Lauer George Mitchell John Norton James O'Connor Herbert Vollmer George Schroth Johnny Weissmuller                             |

´